# Liste der Kulturdenkmale in Katzenberg (Nossen)
In der Liste der Kulturdenkmale in Katzenberg sind die Kulturdenkmale des Nossener Ortsteils Katzenberg verzeichnet, die bis April 2021 vom Landesamt für Denkmalpflege Sachsen erfasst wurden (ohne archäologische Kulturdenkmale). Die Anmerkungen sind zu beachten.
Diese Aufzählung ist eine Teilmenge der Liste der Kulturdenkmale in Nossen.

## Katzenberg
| Bild           | Bezeichnung | Lage                  | Datierung                     | Beschreibung | ID       |
| -------------- | --- | --------------------- | ----------------------------- | --- | -------- |
| Weitere Bilder | Ehemaliger Gasthof | Katzenberg 1 (Karte)  | Frühes 18. Jahrhundert        | Zweigeschossiger Bau mit markantem Walmdach und mittigem Portal auf der Rückseite, singuläre Bedeutung, da dieser Bautypus mit dem hohen Walmdach selten ist, bedeutend für Ortsbild und Ortsgeschichte. Das Hintergebäude (Nebengebäude) des Gasthofes mit sichtbarem Fachwerk im Obergeschoss wurde abgebrochen.                                                                                          | 09269679 |
| Weitere Bilder | Freigut Täger: Vorwerk oder Schäferei (ehemalig) mit zwei Wohngebäuden und einem Wirtschaftsgebäude über U-förmigem Grundriss sowie Toranlage und Einfriedung, weiterhin Hofbaum in der Hofmitte und zwei Bäume an der Zufahrt | Katzenberg 1a (Karte) | Um 1880, im Kern älter        | Bemerkenswert große und geschlossene Hofanlage, die beiden repräsentativen, historisierenden Wohnhäuser als Kopfbauten ausgebildet, baugeschichtlich und ortsgeschichtlich bedeutend. Vier Torpfeiler mit Tor und schmiedeeisernem Flügeltor. | 09267832 |
| Weitere Bilder | Wohnstallhaus und Scheune eines Zweiseithofes | Katzenberg 16 (Karte) | 1. Hälfte 19. Jh.             | Wohnstallhaus Obergeschoss Fachwerk, Fachwerk-Scheune, Zeugnis ländlicher Architektur und Volksbauweise seiner Zeit, baugeschichtlich bedeutend | 09267831 |
| Weitere Bilder | Wohnstallhaus, Scheune im Winkel angebaut sowie Toreinfahrt eines Dreiseithofes | Katzenberg 27 (Karte) | Bezeichnet mit 1872 oder 1873 | Markantes ländliches Anwesen aus der zweiten Hälfte des 19. Jahrhunderts, beide Gebäude mit Fachwerk, wertvolles Zeugnis ländlicher Architektur und Volksbauweise seiner Zeit, baugeschichtlich bedeutend. Beide Gebäude über L-förmigem Grundriss, Fachwerk vor allem im Obergeschoss. Wohnstallhaus mit Krüppelwalmdach, über Eingang zum Hof bezeichnet mit 1872, Giebelseite Jugendstilputz, Bänderung. | 09267830 |

## Tabellenlegende
- Bild: Bild des Kulturdenkmals, ggf. zusätzlich mit einem Link zu weiteren Fotos des Kulturdenkmals im Medienarchiv Wikimedia Commons. Wenn man auf das Kamerasymbol klickt, können Fotos zu Kulturdenkmalen aus dieser Liste hochgeladen werden:
- Bezeichnung: Denkmalgeschützte Objekte und ggf. Bauwerksname des Kulturdenkmals
- Lage: Straßenname und Hausnummer oder Flurstücknummer des Kulturdenkmals. Die Grundsortierung der Liste erfolgt nach dieser Adresse. Der Link (Karte) führt zu verschiedenen Kartendiensten mit der Position des Kulturdenkmals. Fehlt dieser Link, wurden die Koordinaten noch nicht eingetragen. Sind diese bekannt, können sie über ein Tool mit einer Kartenansicht einfach nachgetragen werden. In dieser Kartenansicht sind Kulturdenkmale ohne Koordinaten mit einem roten bzw. orangen Marker dargestellt und können durch Verschieben auf die richtige Position in der Karte mit Koordinaten versehen werden. Kulturdenkmale ohne Bild sind an einem blauen bzw. roten Marker erkennbar.
- Datierung: Baubeginn, Fertigstellung, Datum der Erstnennung oder grobe zeitliche Einordnung entsprechend des Eintrags in der sächsischen Denkmaldatenbank
- Beschreibung: Kurzcharakteristik des Kulturdenkmals entsprechend des Eintrags in der sächsischen Denkmaldatenbank, ggf. ergänzt durch die dort nur selten veröffentlichten Erfassungstexte oder zusätzliche Informationen
- ID: Vom Landesamt für Denkmalpflege Sachsen vergebene, das Kulturdenkmal eindeutig identifizierende Objekt-Nummer. Der Link führt zum PDF-Denkmaldokument des Landesamtes für Denkmalpflege Sachsen. Bei ehemaligen Kulturdenkmalen können die Objektnummern unbekannt sein und deshalb fehlen bzw. die Links von aus der Datenbank entfernten Objektnummern ins Leere führen. Ein ggf. vorhandenes Icon  führt zu den Angaben des Kulturdenkmals bei Wikidata.